# Cyprinodon ceciliae
Cyprinodon ceciliae är en fiskart som beskrevs av Lozano-vilano och Contreras-balderas, 1993. Cyprinodon ceciliae ingår i släktet Cyprinodon och familjen Cyprinodontidae. IUCN kategoriserar arten globalt som utdöd. Inga underarter finns listade i Catalogue of Life.